# 彭号
彭号（2001年12月25日—）是一名中国足球运动员，目前由上海海港外借至泰安天贶，司职后腰。

## 生平
彭號家住金山區。小時候報了足球兴趣班，後來转学到了普陀区的真如三小並开始足球专业训练。2018年時報名U19青超联赛並加入上海上港U19梯队。2019年，彭号被中国国家青年足球队征召。
2020年5月30日晚，彭号因為在中国国家青年足球队集训期间外出喝酒被上海上港停赛、停训、停薪。中国足球协会則表示取消彭进入中国各级国家男子足球队的资格，並且禁止彭号参加中国足球协会举办的比赛六个月。